# Pygommatius
Pygommatius är ett släkte av tvåvingar. Pygommatius ingår i familjen rovflugor.

## Dottertaxa tillPygommatius, i alfabetisk ordning[1]
- Pygommatius alatipes
- Pygommatius albatus
- Pygommatius andamanensis
- Pygommatius anisoramus
- Pygommatius apoticius
- Pygommatius bingeri
- Pygommatius brevicornis
- Pygommatius caligula
- Pygommatius calvus
- Pygommatius cingulatus
- Pygommatius comosus
- Pygommatius daknistus
- Pygommatius dasypogon
- Pygommatius digittatus
- Pygommatius epicalus
- Pygommatius fluvius
- Pygommatius grossus
- Pygommatius gruwelli
- Pygommatius hocus
- Pygommatius hypnus
- Pygommatius imaginus
- Pygommatius iriga
- Pygommatius jaculator
- Pygommatius limbus
- Pygommatius littoreus
- Pygommatius lulua
- Pygommatius magnipes
- Pygommatius misamis
- Pygommatius montanus
- Pygommatius neglectus
- Pygommatius nicobarensis
- Pygommatius nilgiriensis
- Pygommatius pectinus
- Pygommatius porticus
- Pygommatius renudus
- Pygommatius sagouensis
- Pygommatius scinius
- Pygommatius strigiatus
- Pygommatius talus
- Pygommatius vultus